# 关宝祥
关宝祥，黑龙江人，中华人民共和国政治人物。
担任劳模、国营六二六工厂“快速切削”工作者。1954年，当选第一届全国人民代表大会代表。